# Ácido gama-amino-beta-hidroxibutírico
Ácido gama-amino-beta-hidroxibutírico (GABOB, do inglês: gamma-Amino-beta-hydroxybutyric acid), também conhecido como gamibetal ou buxamin, é um derivado do neurotransmissor GABA. É encontrado naturalmente no corpo humano mas não se sabe se ele tem um papel fisiológico importante em concentrações normais.
O GABOB tem propriedades anticonvulsivas, mas é de potência relativamente baixa, quando utilizado por si só, e é mais útil como um tratamento adjuvante usado juntamente com outra droga anticonvulsivante. Tem dois estereoisômeros, com o isômero (3S) d-GABOB sendo aproximadamente duas vezes mais potente como anticonvulsivo que o isômero (3R) l-GABOB.